# ريتشارد ليندساي باتن
ريتشارد ليندساي باتن (بالإنجليزية: Richard Lindsey Batten)‏ هو جراح نيجيري، ولد في 29 سبتمبر 1920، وتوفي في 29 ديسمبر 1997.